# Eduardo Acevedo
Eduardo Mario Acevedo (Montevideo, 25 september 1959) is een voormalig  profvoetballer uit Uruguay. Als verdediger speelde hij clubvoetbal in Uruguay, Spanje, Mexico en Japan. Acevedo beëindigde zijn actieve carrière in 1995 bij Sud América en stapte later het trainersvak in.

## Interlandcarrière
Acevedo speelde in totaal 41 officiële interlands (één doelpunt) voor zijn vaderland Uruguay. Hij maakte zijn debuut voor de nationale ploeg op 11 augustus 1983 in de vriendschappelijke uitwedstrijd tegen Peru (1-1). Hij nam met Uruguay deel aan het WK voetbal 1986 in Mexico.